# روي فيلدينغ
روي توماس فيلدينغ (بالإنجليزية: Roy Thomas Fielding) هو مهندس وعالم حاسوب أمريكي، وهو أحد المؤلفين الرئيسيين لمواصفات HTTP ومنشئ النمط المعماري لنقل الحالة التمثيلية (رست).

## السيرة الذاتية
ولد روي توماس فيلدينغ في 1965 في لاغونا بيتش في الولايات المتحدة.
وقد ساعد في تطوير الموزعين الأوائل للشبكة العنكبوتية وهو أحد الأعضاء المؤسسين لمشروع خادم إتش تي تي بي أباتشي .
في سنة 1999 تصدر اسمه المائة المخترعين دون سن الـ 35 في مجلة التكنولوجيا الصادرة عن معهد ماساتشوستس للتكنولوجيا.
في سنة 2000 نال لقب الدكتوراه من جامعة جامعة كاليفورنيا إرفين .
ترأس مؤسسة أباتشي (1999-2003) وعمل لدى شركت داي سوفتوير (2002-2010) وهي شركة بكاليفورنيا اشترتها شركة أدوبي سنة 2010 حيث يترأس قسم الأبحاث والتطوير. خلال سنوات 2010 عمل على تطوير ميثاق جديد يُدعى واكا 5 (Waka5) لم يُخضع لمعايير منظمة IETF6. وهذا المشروع يرمي لإدراج وظائف الدلالات والوظائف الديناميكية المستوحات من النمط المعماري ريست.

## أعماله

### البرامج الحرة
موزع أباتشي لـبروتوكول نقل النص الفائق، أحد المؤسسين و الصائنين منذ 1995.
libwww-perl مكتبة بيرل 4 (1994-1995)

### إصداراته
1. أطروحة الدكتوراه : « Architectural Styles and the Design of Network-based Software Architectures »
2. Hypertext Transfer Protocol -- HTTP/1.1